# Pedaria barrei
Pedaria barrei là một loài bọ cánh cứng trong họ Bọ hung (Scarabaeidae).